# Pachybrachis canigouensis
Pachybrachis canigouensis là một loài bọ cánh cứng trong họ Chrysomelidae. Loài này được Lambelet miêu tả khoa học năm 2005.